# Martin Fagan
Martin Fagan (* 26. Juni 1983 in Mullingar) ist ein irischer Langstreckenläufer.

## Leben
Nachdem er bereits als 17-Jähriger die 3000 m in 8:12,17 min lief, erhielt er ein Stipendium am Providence College.
2005 wurde er irischer Meister über 5000 m und im Jahr darauf wurde er bei den Leichtathletik-Europameisterschaften in Göteborg Elfter über 10.000 m. 2007 errang er erneut den nationalen Titel über 5000 m und Anfang 2008 kam er bei seinem Debüt über die 42,195-km-Distanz beim Dubai-Marathon auf den 13. Platz. Mit seiner Zeit von 2:14:06 h qualifizierte er sich für den Marathon der Olympischen Spiele in Peking, bei dem er allerdings wegen einer Verletzung kurz vor km 40 aufgeben musste. Ebenfalls 2008 wurde er irischer Meister über 10.000 m, Sechster beim Great North Run und Zweiter beim Great South Run.
2009 brach er als Fünfter beim CPC Loop Den Haag mit 1:00:57 h den 21 Jahre alten nationalen Halbmarathon-Rekord von John Treacy, und 2010 wurde er Vierter beim Halbmarathon-Bewerb des Mardi Gras Marathons und siegte beim Great Ireland Run.
2011 sah es beim Chicago-Marathon lange aus, als ob er seinen persönlichen Rekord deutlich verbessern könnte, jedoch kollabierte er kurz vor dem Ziel wegen Dehydratation. Am 10. Dezember 2011 wurde bei Fagan ein Dopingprobe abgenommen, in der Erythropoetin aufgespürt wurde. Fagan verzichtete auf eine Öffnung der B-Probe und gestand das Dopingvergehen ein, für das er mit einer zweijährigen Sperre bis zum 9. Dezember 2013 belegt wurde. Er bekannte, sich die Substanz über das Internet besorgt zu haben, und erklärte seinen Missbrauch mit Depressionen, wegen derer er seit längerem behandelt wurde, und dem Druck, nach der Aufgabe beim Chicago-Marathon die Olympianorm erfüllen zu müssen.
Martin Fagan ist 1,84 m groß und wiegt 68 kg. Nach seinem Studium zog er nach Flagstaff (Arizona), wo er von Greg McMillan trainiert wird. Er startet für die Mullingar Harriers und wurde von Flynn Sports Management betreut.

## Persönliche Bestzeiten
- 3000 m: 8:04,19 min, 2. Juli 2005, Cork
  - Halle: 7:55,06 min, 27. Januar 2007, Boston
- 5000 m: 13:39,62 min, 13. April 2006,	Walnut
  - Halle: 13:55,02 min, 23. Februar 2007, Boston
- 10.000 m: 27:58,48 min, 24. April 2009, Berkeley
- Halbmarathon: 1:00:57 h, 14. März 2009, Den Haag
- Marathon: 2:14:06 h, 18. Januar 2008, Dubai